# Letlands Nationalopera
Letlands Nationalopera (lettisk: Latvijas Nacionālā opera; forkortet LNO) er den nationale opera i Riga i Letland. Operakompagniet omfatter desuden Letlands Nationalballet (LNB), Letlands Nationaloperas kor og Letlands Nationaloperas orkester.

## Historie
Riga havde allerede et tysktalende teater fra 1782, hvor der også opførtes opera og ballet, og dette havde til huse i Riga Stadteater (tysk: Riga Stadttheater) fra 1863. Det første forsøg på at skabe en lettisk nationalopera var i 1893. Lettiske Opera (lettisk: Latviešu opera) blev grundlagt i 1912 af Pāvuls Jurjāns, men få år senere under 1. verdenskrig  blev operatruppen evakueret til Rusland. I 1918 genoprettedes Letlands Opera (lettisk: Latvju opera) ledet af Jāzeps Vītols, grundlæggeren af Letlands Musikakademi. Premiereforestillingen den 23. januar 1919 var af Wagners "Den flyvende hollænder". Efter Sovjetunionens okkupation af Letland blev operaen i 1944 omdøbt til  Lettiske SSR's Statsopera- og Balletteater. I 1990 blev teatret igen omdøbt til det nuværende navn.

## Bygningen
Operabygningen opførtes i 1863 af Sankt Petersborg-arkitekten Ludwig Bohnstedt, for det daværende tysksprogede stadsteater, og det er blevet renoveret flere gange; 1882–87 (efter en brand i 1882), 1957–58, 1991–95, og et moderne anneks blev tilføjet i 2001 med plads til 300 publikummer.